# Мартім Мерсіо да Сілвейра
Мартім Мерсіо да Сілвейра (порт. Martim Mércio da Silveira, 2 березня 1911, Баже — 16 серпня 1972, Ріо-де-Жанейро) — бразильський футболіст, що грав на позиції півзахисника, зокрема, за клуб «Ботафогу», а також національну збірну Бразилії. По завершенні ігрової кар'єри — тренер.
Чотириразовий переможець Ліги Каріока. Чемпіон Аргентини. У складі збірної — володар Кубка Ріу-Бранку. 

## Клубна кар'єра
У футболі дебютував 1929 року виступами за команду «Гуарані» (Асунсьйон). 
Згодом з 1930 по 1934 рік грав у складі команд клубів «Ботафогу» та «Бока Хуніорс».
1935 року повернувся до клубу «Ботафогу», за який відіграв 5 сезонів. Завершив професійну кар'єру футболіста у 1940 році.

## Виступи за збірну
1934 року дебютував в офіційних матчах у складі національної збірної Бразилії. Протягом кар'єри у національній команді провів у її формі 6 офіційних матчів і 21 неофіційний, забивши 2 голи.
У складі збірної був учасником двох мундіалей:
чемпіонату світу 1934 року в Італії, де зіграв в єдиному поєдинку команди на турнірі проти збірної Іспанії (1-3)
чемпіонату світу 1938 року у Франції, де зіграв проти Польщі (6-5), Чехословаччини (1-1) і Італії (1-2), а команда здобула бронзові нагороди.

## Кар'єра тренера
Після закінчення кар'єри гравця тричі очолював «Ботафогу» - в 1944, 1946 і 1952-1953 роках.
Помер 16 серпня 1972 року на 62-му році життя у місті Ріо-де-Жанейро.

## Титули і досягнення
- Переможець Ліги Каріока (4):

«Ботафогу»: 1930, 1932, 1934, 1935
- Чемпіон Аргентини (1):

«Бока Хуніорс»: 1934
- Володар Кубка Ріу-Бранку (1):

збірна Бразилії :1932
- Бронзовий призер чемпіонату світу: 1938